# Кастель-Кондіно
Кастель-Кондіно (італ. Castel Condino) — муніципалітет в Італії, у регіоні Трентіно-Альто-Адідже,  провінція Тренто.
Кастель-Кондіно розташований на відстані близько 480 км на північ від Рима, 45 км на південний захід від Тренто.
Населення — 239 осіб (2014).

## Демографія
Населення за роками:

Станом на 1 січня 2023 року в муніципалітеті офіційно проживало 8 іноземців з 3 країн, серед них 4 громадяни країн Євросоюзу та 1 громадянин України.

## Сусідні муніципалітети
- Берсоне
- Борго-Кєзе
- Даоне
- П'єве-ді-Боно-Преццо